# Riksväg 350
Riksväg 350 (norska: Riksvei 350) är en riksväg i Buskerud fylke i sydöstra Norge som går mellan Europaväg 134 vid staden Hokksund i Øvre Eikers kommun och Europaväg 16 vid staden Hønefoss i Ringerike kommun. Den passerar genom kommunerna Øvre Eiker, Modum och Ringerike.
Vägen är 53,8 kilometer lång och asfalterad. Den passerar bland annat genom tätorterna Åmot/Geithus, Vikersund, Nakkerud och Tyristrand.

## Anslutningar
- Europaväg 134 (vid Hokksund)
- Fylkesväg 283 (vid Hokksund)
- Fylkesväg 287 (vid Åmot)
- Fylkesväg 284 (vid Vikersund)
- Fylkesväg 280 (vid Vikersund)
- Europaväg 16 (vid Hønefoss)

## Bilder

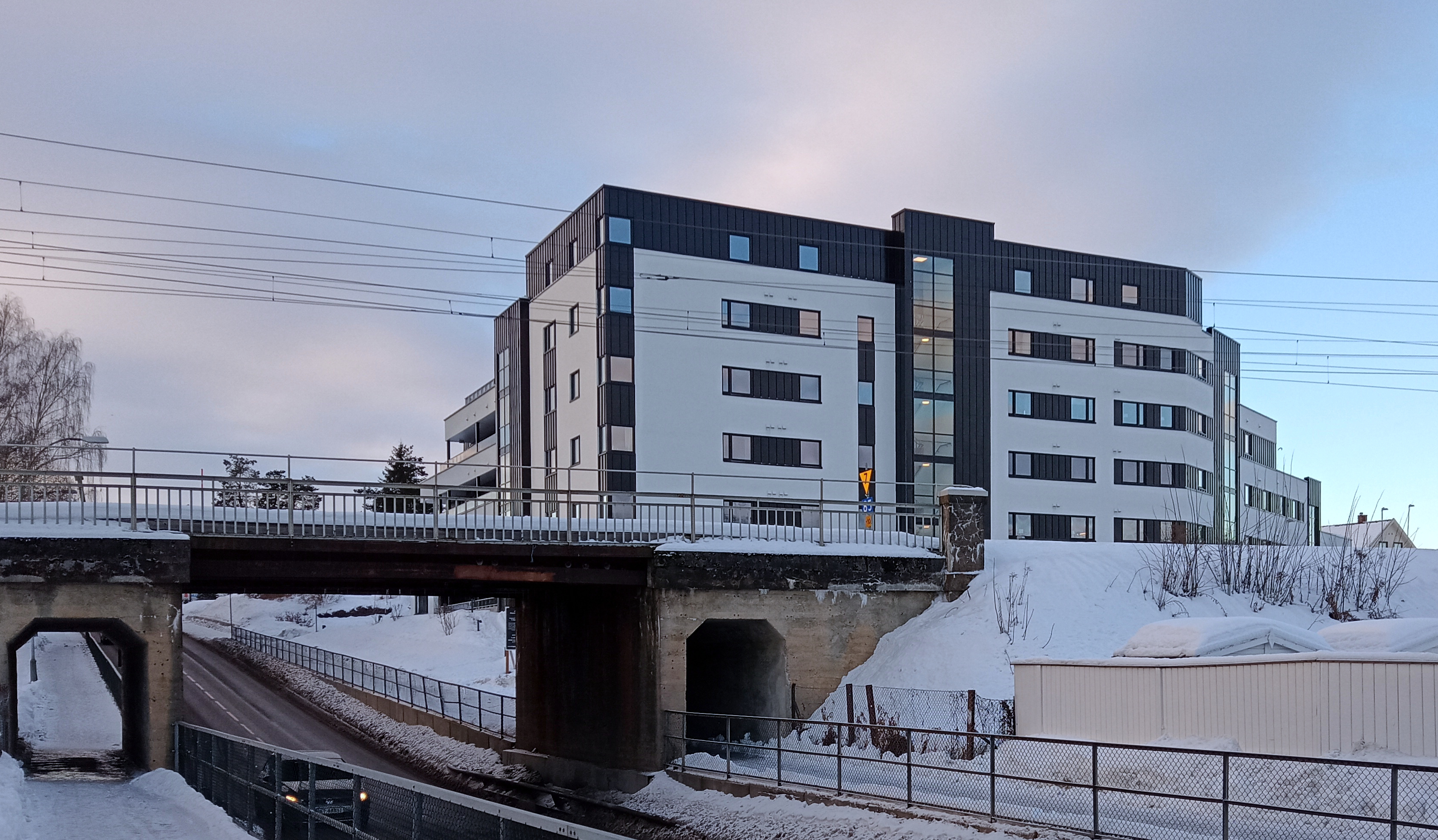
Riksväg 350 vid Sørlandsbanan i Hokksund.
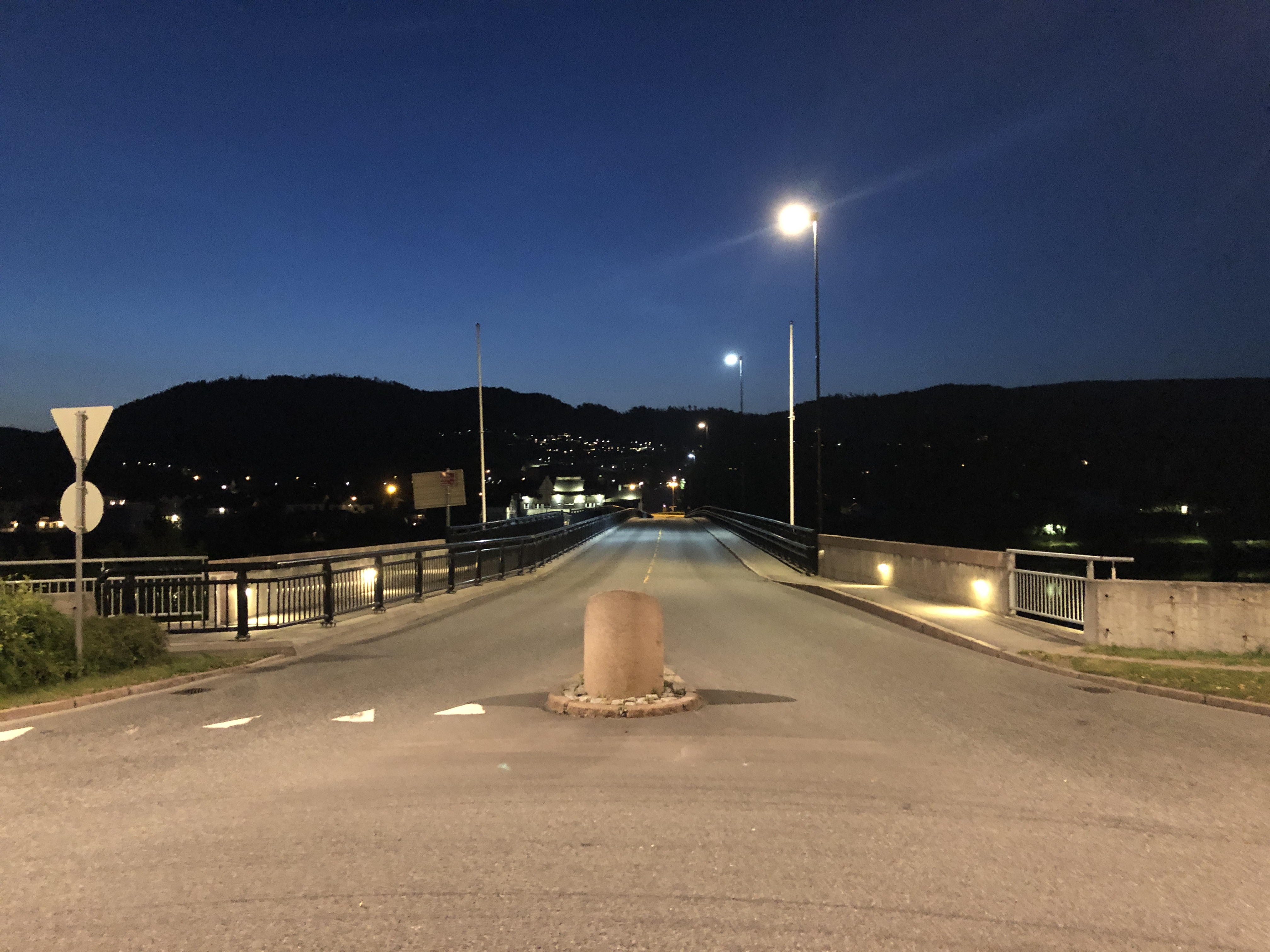
Riksväg 350 vid bron över Drammenselva i Hokksund.